# 7192 Cieletespace
7192 Cieletespace (1993 RY1) là một tiểu hành tinh vành đai chính được phát hiện ngày 12 tháng 9 năm 1993 bởi K. Endate và K. Watanabe ở Kitami.